# Kanton Écully
Der Kanton Écully war von 2000 bis 2015 ein französischer Wahlkreis, der zu seiner Zeit Teil des Arrondissements Lyon und des Départements Rhône in der Region Rhône-Alpes war. Er wurde abgeschafft, als auf seinem Einzugsgebiet die Métropole de Lyon das Département Rhône als Gebietskörperschaft ablöste und die Kantone ihre Funktion als Wahlkreise verloren. Der Kanton umfasste drei Gemeinden, sein Hauptort war Écully.

## Gemeinden
Der Kanton bestand aus den drei Gemeinden:
| Gemeinde               | Einwohner Jahr | Fläche km² | Bevölkerungsdichte | Code INSEE | Postleitzahl |
| ---------------------- | -------------- | ---------- | ------------------ | ---------- | ------------ |
| Champagne-au-Mont-d’Or | 5.613 (2013)   | 2,59       | 2167 Einw./km²     | 69040      | 69410        |
| Dardilly               | 8.538 (2013)   | 13,99      | 610 Einw./km²      | 69072      | 69570        |
| Écully                 | 17.787 (2013)  | 8,45       | 2105 Einw./km²     | 69081      | 69130        |

## Politik
| Vertreter im conseil général des Départements | Vertreter im conseil général des Départements | Vertreter im conseil général des Départements |
| Amtszeit                                      | Name                                          | Partei                                        |
| --------------------------------------------- | --------------------------------------------- | --------------------------------------------- |
| 2001–2008                                     | Michèle Vullien                               | MoDem                                         |
| 2008–2014                                     | Éric Poncet                                   | UMP                                           |